# 1928 en Irlande
Chronologie de l'Irlande
- 1924
- 1925
- 1926
- 1927
- 1928
- 1929
- 1930
- 1931
- 1932

## Événements

### Politique
- 31 janvier : Le Gouverneur Général Timothy Michael Healy quitte Áras an Uachtaráin. Il est remplacé par James McNeill.

### Irlande du Nord
- 19 mai : Début de la construction du palais du Parlement nord-irlandais à Stormont

### Sport
- 30 juillet - Le drapeau tricolore irlandais est hissé pour la première fois lors des Jeux olympiques : Pat O'Callaghan gagne la médaille d'Or au lancer du marteau.
- Bohemian FC remporte le Championnat d'Irlande de football 1927-1928 et la Coupe d'Irlande de football.
- Cork GAA remporte le Championnat d'Irlande de hurling.
- Kildare GAA remporte le Championnat d'Irlande de football gaélique.

### Ats et littérature
- Publication de "The Tower" de William Butler Yeats